# Hans Sitt

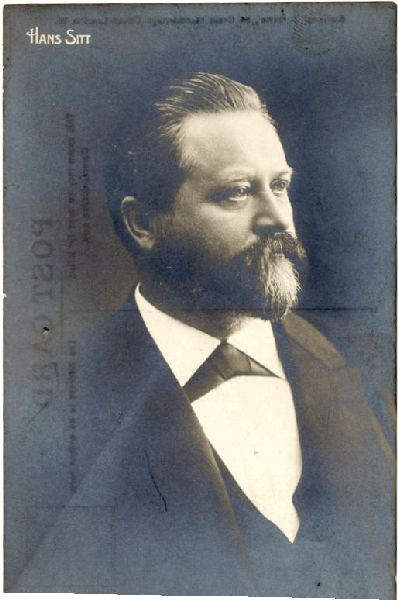
Hans Sitt.

Hans Sitt, född 21 september 1850 i Prag, död 10 mars 1922 i Leipzig, var en österrikisk tonsättare och dirigent.
Sitt utbildades vid Prags musikkonservatorium, verkade som violinist och kapellmästare i olika städer, blev 1883 lärare vid Leipzigs musikkonservatorium och dirigerade 1885–1903 Bachföreningen där. Han komponerade konserter både för violin, altviolin och cello samt bland annat orkesterverk, kantater, pianostycken och sånger.
Brodern Anton Sitt (1847–1929), var konsertmästare på skilda orter, från 1882 i Helsingfors, där han även blev dirigent vid Filharmoniska sällskapet.